# サパテアド (メキシコ)
サパテアド（Zapateado）は、
メキシコのベラクルス州の音楽であるソン・ハローチョで踊る、
タップダンスとフラメンコとを混ぜ合わせたようなダンス様式。
元々は、スペインのアンダルシア州地域からベラクルス地域に伝わったサパテアドのダンスが、アフリカ文化の影響やアメリカ先住民文化の影響を受けて、ソン・ハローチョのリズムに合わせて踊る形式に変化したもの。
サパテアドの足捌きは、ソン・ハローチョから独立した独自のものであると同時に、ソン・ハローチョの一部分にもなっている。
サパテアドの足捌きにより奏でられるリズムが伴奏や歌を補完することで、ソン・ハローチョの音楽が完成するのである。
ソン・ハローチョを楽しみ地域コミュニティの人々の親睦を深めるパーティ的イベント「ファンダンゴ」を行う伝統は今もベラクルス州南部を中心に続いており、奏でられるソン・ハローチョの演奏に合わせ、人々は「タリマ（Tarima）（スペイン語: Entarimado）」と呼ばれる板張りの舞台上でサパテアドを踊る。
2人1組がタリマ上で演奏に合わせて、お互いを見ながら踊りあうようなものから、もっと大人数で踊るものまでパフォーマンスの形式は様々ある。
また、ベラクルス州のソン・ハローチョに対してだけでなく、周辺地域の音楽ソン・ウアステコ、ソン・ハリスィエンス（英語: Son Jaliscience）、ソン・カレンタノ（英語: Son calentano）等に対してもサパテアドは踊られる。